# Апсолутизам
Апсолутизам је политичка особина модерног доба у Европској историји која се углавном везује за монархију и у којој владар државе има апсолутну моћ.Типичан пример апсолутистичког монарха је Луј XIV, звани Краљ Сунце. Филозофија апсолутизма се састоји у мишљењу да је монарх богом дан, и да због тога треба да има неограничену моћ у вршењу својих дужности, исто као Бог.